# Eyprepocnemis dorsalensis
Eyprepocnemis dorsalensis är en insektsart som beskrevs av Roger Roy 1964. Eyprepocnemis dorsalensis ingår i släktet Eyprepocnemis och familjen gräshoppor. Inga underarter finns listade i Catalogue of Life.